# Neuville (Vielsalm)
Pour les articles homonymes, voir Neuville.
Neuville est un village de la commune belge de Vielsalm située en Région wallonne dans la province de Luxembourg. Il fait partie de la section de Vielsalm.

## Géographie
Neuville est bordé par le village de Vielsalm au nord-ouest et par Cahay aud sud-ouest.